# هيزل باك
هيزل باك (8 مارس 1932 - ) (بالإنجليزية: Hazel Buck)‏ هي لاعبة كريكت أسترالية. شاركت مع منتخب أستراليا الوطني للكريكت.

## وصلات خارجية
- هيزل باك على موقع إي آس بي آن كريك إنفو (الإنجليزية)